# دایان سیلنتو
دایان سیلنتو (انگلیسی: Diane Cilento؛ ۵ اکتبر ۱۹۳۳ – ۶ اکتبر ۲۰۱۱) یک هنرپیشه اهل استرالیا بود. وی بین سال‌های ۱۹۵۰ تا ۲۰۱۱ میلادی فعالیت می‌کرد.

## نگارخانه

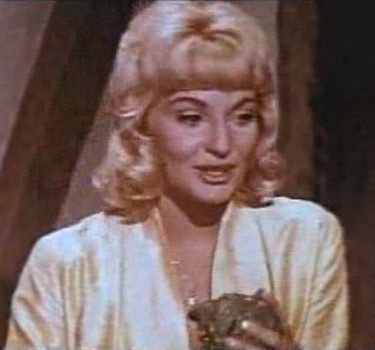
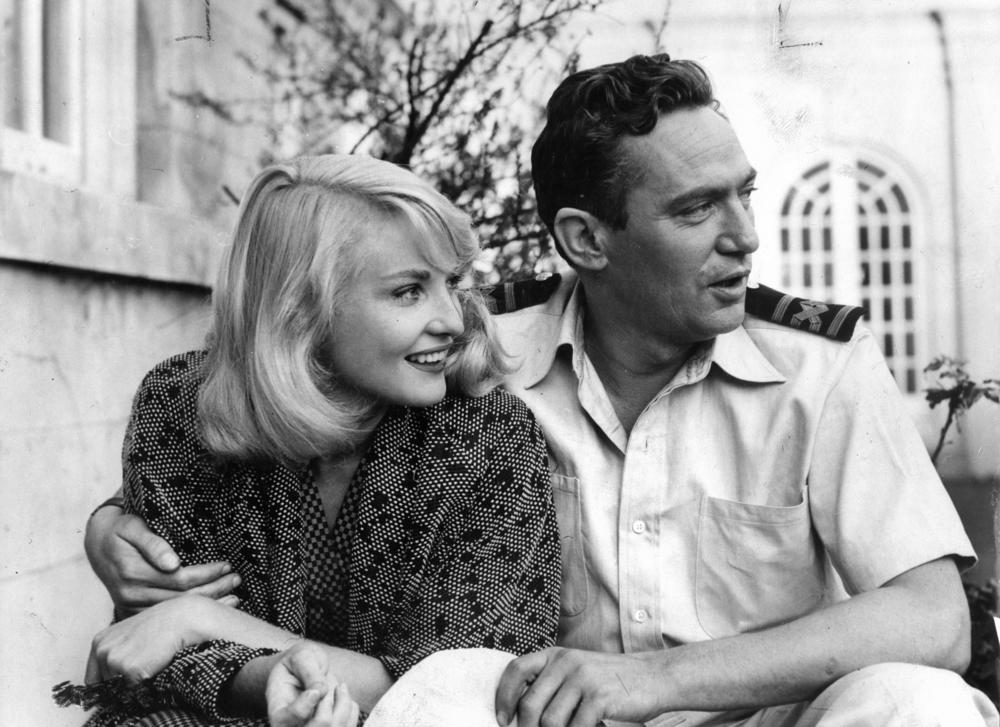